# Steve Lee
Steve Lee (5 de agosto de 1963 — 5 de outubro de 2010) foi um músico suíço, mais conhecido como vocalista da banda Gotthard. 
Morreu em 2010 em um acidente em Mesquite, Nevada, quando um caminhão bateu em uma série de motocicletas estacionadas e uma delas atingiu Lee. Sua namorada Brigitte Voss Balzarini e o baixista do Gotthard, Marc Lynn, presenciaram o acidente.